# Мало Илино
Мало Илино (на македонска литературна норма: Мало Илино) е село в община Демир Хисар, Северна Македония.

## География
Селото е планинско разположено на 950 m надморска височина в източните склонове на Илинска планина, в крайната северозападна част на община Демир Хисар. Част е от областта Горен Демир Хисар. Землището на Мало Илино е сравнително голямо 16,5 km2, от които най-голяма част съставляват пасищата - 630 ha, горите заемат 499 ha, а обработваемите площи 250 ha.

## История
Според преданията някога е имало само едно село Илино, разположено на прохода, наречен Илинска църква на около 3 km южно от Големо Илино. Там днес на 1544 m височина е разположена манастирът „Свети Илия“, обновен в 1990 година. Оттук селото се разселило на две поради зулумите на арнаутските банди, идващи от Чемерника. През XVII век Мало Илино е дервентджийско село.
В Мало Илино има гробищна църква „Свети Илия“ от XIX век и църква „Света Богородица Пречиста“ („Въведение Богородично“).
В XIX век Мало Илино е изцяло българско село в Битолска каза, нахия Демир Хисар на Османската империя. Според Васил Кънчов в 90-те години Мало Илино е на балканисто място и има около 60 християнски къщи. Според предание селото е било на прохода, където е имало и църква, затова и той се казва Илинска църква. Според статистиката му („Македония. Етнография и статистика“) в 1900 година в Илино Мало има 500 жители, всички българи християни.
На Етнографската карта на Битолския вилает на Картографския институт в София от 1901 година Горно Илино е чисто българско село в Битолската каза на Битолския санджак с 56 къщи, а Долно Илино също чисто българско със 106 къщи.
Цялото население на селото е под върховенството на Българската екзархия. По данни на секретаря на екзархията Димитър Мишев („La Macédoine et sa Population Chrétienne“) в 1905 година в Мало Илино има 480 българи екзархисти.
В 1949 година селото има 387 жители. През 1961 година Мало Илино има 315 жители (305 македонци, 6 власи с 3 черногорци), които през 1994 година намаляват на 106, а според преброяването от 2002 година селото има 50 жители, от които 49 македонци и един друг.
| Националност | Всичко |
| македонци    | 49     |
| албанци      | 0      |
| турци        | 0      |
| роми         | 0      |
| власи        | 0      |
| сърби        | 0      |
| бошняци      | 0      |
| други        | 1      |

## Личности
Родени в Мало Илино
- Блаже Матев, български революционер от ВМОРО, четник на Петър Ангелов[10]
- Иван Георгиев, родом от Големо или Мало Илино, български опълченец, V опълченска дружина, умрял преди 1918 г. във Фердинанд[11]
- Илия Делия, български революционер
- Илия Наумов Христанов, български революционер от ВМОРО[12]
- Корун Миленков Грозданов, български революционер от ВМОРО[13]
- Нестор Илиев Смилев, български революционер от ВМОРО[14]
- Петре Аврамов Стефанов, български революционер от ВМОРО[14]
- Силян Наумов Христанов, български революционер от ВМОРО[12]
- Траян Стефанов (май 1877 – ?), български революционер от ВМОРО
- Христо Илиев Христов, български революционер от ВМОРО[12]
- Христо Шундуровски (1880 – ?), български революционер от ВМОРО